# Coprinus amphibius
Coprinus amphibius är en svampart som beskrevs av Anastasiou 1967. Coprinus amphibius ingår i släktet Coprinus och familjen Agaricaceae.   Inga underarter finns listade i Catalogue of Life.